# 大阪市立加美北小学校
大阪市立加美北小学校（おおさかしりつ かみきた しょうがっこう）は、大阪府大阪市平野区にある公立小学校。

## 概要
大阪市立加美小学校より分離し、1972年に開校した。工場や団地が多い地域を校区とし、2008年時点では平野区で2番目の大規模校となっている。
校区に在日韓国・朝鮮人をはじめとした在日外国人が多く居住しているため、在日外国人問題を中心とした人権教育に力を入れている。

## 沿革
1960年代後半に大阪市立加美小学校の児童が激増したことで、北地区に分校が設置された。その分校が1972年に大阪市立加美北小学校として独立開校した。校区は東住吉区加美大芝町、長沢町、末次町、乾町、柿花町（現・平野区加美北）。
1975年に市営長沢住宅の建設により、児童数が激増しプレハブ校舎を設置した。しかし教室数が足りなくなり、1981年に分校を設置した。
分校は児童数の減少に伴い1998年に本校に統合されたが、分校校舎は取り壊されず加美北特別養護老人ホームとして現在も利用されており、交流活動も行われている。

### 年表
- 1971年4月1日 - 大阪市立加美小学校分校として発足
- 1972年4月1日 - 大阪市立加美北小学校として、現在地に開校
- 1972年11月2日 - 開校式挙行。校章、校旗、校歌制定
- 1979年6月16日 - 分校設置計画決定
- 1981年8月20日 - 分校校舎竣工
- 1981年9月1日 - 加美北小学校分校開設
- 1984年4月7日 - 新1年生より標準服を着用
- 1998年4月1日 - 分校を本校に統合する
- 2000年8月29日 - 加美北自然ランド（ビオトープ）完成
- 2001年10月6日 - 西校舎竣工
- 2004年8月19日 - 本校舎及び東校舎耐震補強工事
- 2004年11月20日 - 新講堂兼体育館竣工

## 通学区域
- 大阪市平野区 加美北（6丁目の一部を除くほぼ全域）。

卒業生は大阪市立加美中学校に進学する。

## 交通
- おおさか東線 衣摺加美北駅 から南西へ約700m。または、新加美駅 から北西へ約1.7km。
- 地下鉄千日前線 南巽駅 から南東西へ約1.5km。
- 関西本線（大和路線） 平野駅 から北東へ約1.6km、または、加美駅 から北西へ約1.7km。
- 大阪シティバス 加美北4丁目バス停。